# Хлопська-Воля
Хлопська-Воля (пол. Chłopska Wola) — село в Польщі, у гміні Пишниця Стальововольського повіту Підкарпатського воєводства.
Населення — 169 осіб (2011).
У 1975-1998 роках село належало до Тарнобжезького воєводства.

## Населення
Демографічна структура станом на 31 березня 2011 року:
|          | Загалом | Допрацездатний вік | Працездатний вік | Постпрацездатний вік |
| -------- | ------- | ------------------ | ---------------- | -------------------- |
| Чоловіки | 79      | 16                 | 53               | 10                   |
| Жінки    | 90      | 16                 | 52               | 22                   |
| Разом    | 169     | 32                 | 105              | 32                   |